# Terremoto della Birmania del 2011
Il terremoto della Birmania del 2011 è stato un terremoto di magnitudo 6,8 avvenuto il 24 marzo 2011, che ha avuto il suo epicentro nella parte orientale dello Stato Shan in Birmania, con un ipocentro di 10 km di profondità. Si sono verificate tre scosse di assestamento principali, una di magnitudo 4.8, un'altra di magnitudine 5,4 e una successiva scossa di magnitudo 5.0. L'epicentro del sisma è stato a 70 miglia dalla città settentrionale thailandese di Chiang Rai, a nord di Mae Sai e sud-est di Kengtung. Il bilancio finale è di almeno 150 morti, centinaia di feriti e decine di dispersi.